# جان بگت
جان بگت (انگلیسی: John Begget؛ 1896 – 1965 (aged ۶۹–۷۰)) بازیکن فوتبال بود.